# Johana Riva
Johana Riva Karapetian (sinh ngày 23 tháng 11 năm 1990) là một người mẫu và một thí sinh tham gia cuộc thi sắc đẹp người Uruguay. Cô chiến thắng danh hiệu cùng vương miện Hoa hậu Uruguay 2014 và đại diện cho đất nước của cô tham gia cuộc thi Hoa hậu Hoàn vũ 2014.

## Đầu đời
Johana sinh ngày 23 tháng 11 năm 1990 tại Montevideo, Uruguay. Cô là người gốc Armenia và có thể nói tiếng Tây Ban Nha, tiếng Armenia và tiếng Anh. Ở tuổi 16, lần đầu tiên cô thi đấu trong một cuộc thi sắc đẹp quốc gia tại thành phố Paysandú và từ đó đã quyết định tham gia nhiều cuộc thi hơn nữa. Cô có một sự nghiệp người mẫu đã được thành hình ở tuổi 19, khi cô quyết định chuyển đến Lima, Peru. Johana đã làm việc hướng tới mục tiêu mô hình hóa danh mục sản phẩm, quảng cáo và chương trình thời trang cho các nhà thiết kế và thương hiệu nổi tiếng. Vào giữa năm 2013, Johana quyết định trở về Uruguay và tranh tài tại cuộc thi Hoa hậu Hoàn vũ Uruguay vào năm 2014 và cuối cùng cô là người chiến thắng và được trao vương miện và danh hiệu Hoa hậu Uruguay.

## Các cuộc thi

### Hoa hậu Du lịch Quốc tế 2008
Johana được trao vương miện Hoa hậu Du lịch Uruguay 2008 và tranh tài tại cuộc thi Hoa hậu Du lịch Quốc tế 2008 tại Malaysia. Tại cuộc thi này, cô lọt vào Top 15 chung cuộc.

### Hoa hậu Atlantico quốc tế
Johana thi đấu tại cuộc thi Hoa hậu Atlantico Quốc tế 2010 tại Uruguay. Cô được trao giải Hoa hậu Ăn ảnh.

### Hoa hậu Uruguay 2014
Johana được trao vương miện Hoa hậu Uruguay năm 2014. Cô chính thức đeo ruy băng Hoa hậu Hoàn vũ Uruguay năm 2014 và là nữ đại sứ ở Uruguay. Cuộc thi Hoa hậu Uruguay 2014 được tổ chức vào phần thi kết thúc cuộc thi được tổ chức tại Punta Del Este Arenas Hotel & Resort ở Chihuahua vào ngày 19 tháng 1 năm 2014.

### Hoa hậu Hoàn vũ 2014
Johana đại diện cho Uruguay tham gia cuộc thi Hoa hậu Hoàn vũ 2014 nhưng kết thúc mà không được xếp hạng.